# كونغ لي
كونغ لي (بالفيتنامية: Lê Cung) و (بالإنجليزية: Cung Le) هو مقاتل فنون قتالية مختلطة وممثل وملاكم كيك بوكسينغ سابق فيتنامي أمريكي ولد في يوم 25 مايو 1972 في مدينة هو تشي منه في فيتنام، إشترك في الوسط المتوسط في بطولة القتال النهائي، كما أنه حامل لقب سابق لبطولة الكيك بوكسينغ العالمية، في الفن مثل في عدة أفلام أكشن فنون قتالية منها فيلم Puncture Wounds في 2014 وفيلم The Grandmaster في 2013 وفيلم The Man with the Iron Fists في 2012.

## روابط خارجية
- كونغ لي على موقع IMDb (الإنجليزية)
- كونغ لي على موقع روتن توميتوز (الإنجليزية)
- كونغ لي على موقع ألو سيني (الفرنسية)
- كونغ لي على موقع أول موفي (الإنجليزية)
- كونغ لي على موقع قاعدة بيانات الفيلم (الإنجليزية)
- كونغ لي على موقع كينوبويسك (الروسية)
- كونغ لي على موقع يو إف سي (الإنجليزية)
- كونغ لي على موقع شيردوغ (الإنجليزية)
- كونغ لي على موقع Tapology.com (الإنجليزية)